# 柳妍美
柳妍美（韓語：유연미，1999年7月7日—），韓國女演員。

## 演出作品

### 電視劇
- 2005年：KBS《黃金蘋果》飾演 金詩（幼年）
- 2006年：MBC《你好！弗蘭西斯卡》
- 2006年：KBS《故鄉站》
- 2006年：KBS《偉大的遺產》飾演 韓藝書
- 2007年：MBC《謝謝》飾演 寶藍
- 2007年：KBS《無法阻擋的婚姻》
- 2009年：KBS《慶淑，慶淑的爸爸》
- 2009年：KBS《回家的路》飾演 恩智
- 2010年：KBS《巨商金萬德》
- 2010年：SBS《雅典娜：戰爭女神》飾演 權龍冠的女兒
- 2011年：MBC《光與影》飾演 順德
- 2012年：MBC《想你》飾演 金恩珠（少年）
- 2013年：SBS《張玉貞，為愛而生》飾演 小嘎
- 2013年：SBS《來自星星的你》飾演 宜花的侍女
- 2015年：KBS《Who Are You－學校2015》飾演 李秀美
- 2015年：KBS《我們家蜜罈子》飾演 吳秋天
- 2016年：KBS《Page Turner》飾演 李圭善
- 2017年：KBS《那女人的大海》飾演 崔貞熙

### 電影
- 2007年：《黑土地的少女》
- 2008年：《傻瓜》
- 2010年：《大叔》飾演 美珍
- 2013年：《高齡化家族》
- 2013年：《山鷹之歌》
- 2014年：《優雅的謊言》
- 2015年：《地獄奶奶（朝鲜语：헬머니）》飾演 公交車上的女高中生
- 2015年：《像豬一樣的女子》飾演 美淑
- 2015年：《祕密（朝鲜语：비밀 (2015년 영화)）》飾演 鐘熙
- 2017年：《鄰家明星（朝鲜语：이웃집 스타）》飾演 美妍

## 獲獎
- 2005年：KBS演技大賞－女子青少年演技獎
- 2007年：第7屆馬拉喀什國際電影節－女主角獎（黑土地的少女）

## 外部連結
- NAVER （页面存档备份，存于）